# Dypsis heteromorpha
Dypsis heteromorpha är en enhjärtbladig växtart som först beskrevs av Henri Lucien Jumelle, och fick sitt nu gällande namn av Henk Jaap Beentje och John Dransfield. Dypsis heteromorpha ingår i släktet Dypsis och familjen Arecaceae. IUCN kategoriserar arten globalt som otillräckligt studerad. Inga underarter finns listade i Catalogue of Life.